# Янгол з кадилом і свічкою
 Янгол з кадилом і свічкою  — відомий твір художника Врубеля Михайла Олександровича, створений в роки його перебування в Києві.

## Історія створення
У 1884 році в Академію мистецтв приїхав відомий київський археолог, історик мистецтв, професор Адріян Вікторович Прахов і розповів викладачу Чистякову про намір створити візантійський іконостас та реставрувати фрески Кирилівської церкви. Потрібен був талановитий художник — а Чистяков умів розпізнавати таланти, художник мав бути молодий, тому що грошей на гонорари було обмаль. Чистяков порадив йому взяти з собою Врубеля. Так Михайлові Олександровичу і не довелось закінчити Академію, де він провчився лише з 1880 по 1884 роки.
Втручання в стінописи Кирилівської церкви 12 століття було досить стриманим. Наново створили фрески лише в тих місцях, де вони були повністю знищені. Перша ж проба Врубеля — зображення архангела на одному з стовпів церкви — викликала загальне схвалення. Також для Кирилівської церкви Врубель створив фреску «Сходження Святого Духу на Апостолів» (1885). Звичайно ж, він малював не як художник 12 століття, а як сучасний майстер, що знає досягнення живопису Західної Європи, але не зрікається візантинізму.
В київський період життя Врубель також створив ескізи до стінописів Володимирського собору в Києві. Але неканонічність зображень Врубеля обурила священиків і вони не дали дозвіл на роботи. До серії стінописів Володимирського собору, ймовірно, належить і акварельний образ « Янгол з кадилом і свічкою».
Під час створення ескізів, творчий задум у Врубеля збільшувався і розростався, виходячі за межі первісного формату паперу. Тоді художник доклеював новий фрагмент паперу і замальовував його теж. При створенні акварелі " Бенкетуючі римляни " (нині Російський музей, Санкт-Петербург) Врубель тричі підклеював папір, бо образи тіснилися в його уяві і вимагали перенесення на папір, якого не вистачало. Був збільшений і аркуш паперу, на якому Врубель створив янгола з кадилом та свічкою. Це добре видно понизу твору.

## Провенанс
Твір належав художнику Миколі Івановичу Мурашко. З 1934 р. (після реорганізації музеїв Києва та їх збірок) зберігається в Національному музеї «Київська картинна галерея».